# Enéas Galvão
Antônio Enéas Gustavo Galvão, primeiro e único barão de Rio Apa, (Nossa Senhora do Socorro, 19 de outubro de 1832 — Rio de Janeiro, 25 de março de 1895) foi um marechal brasileiro.

## História

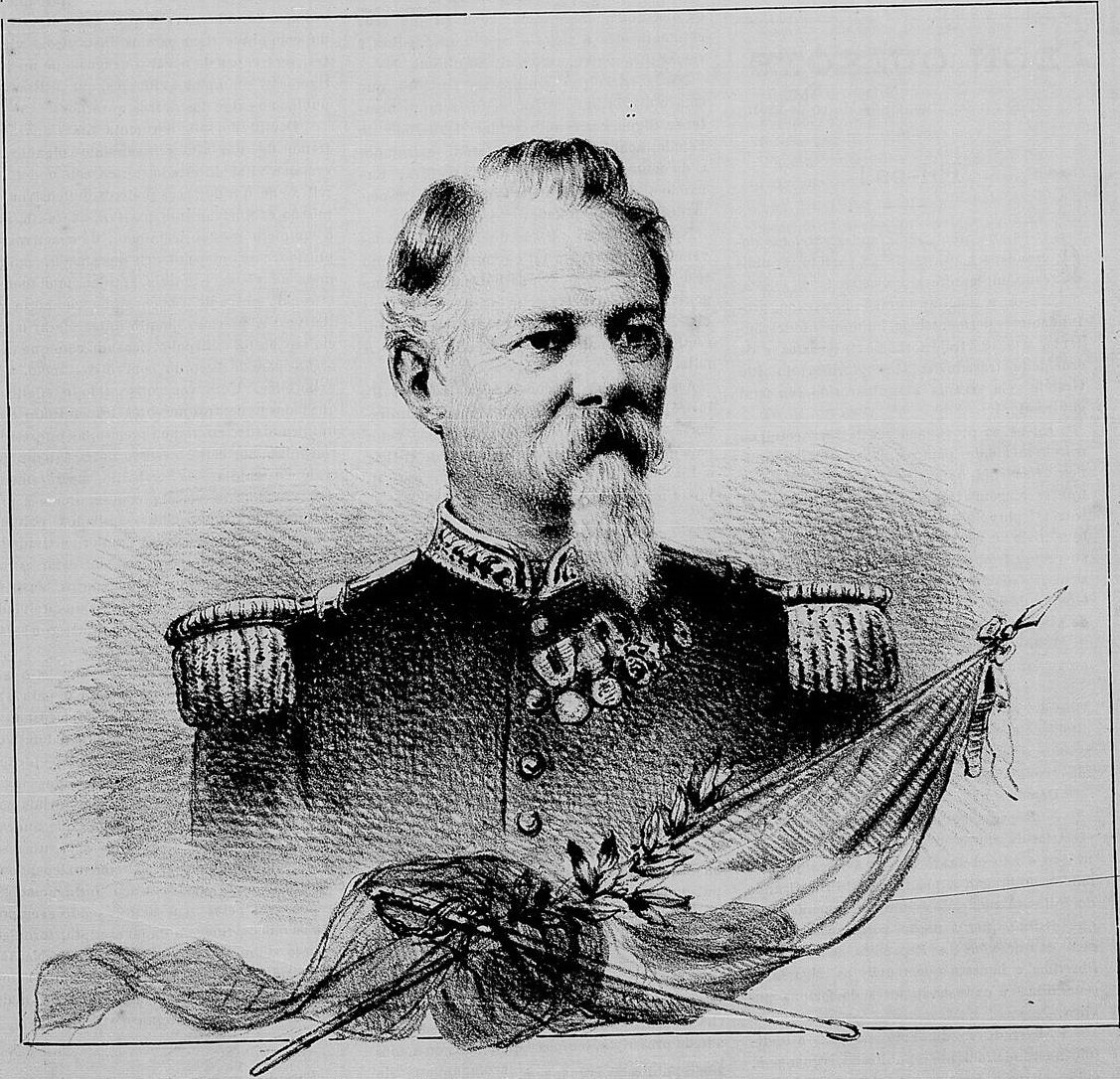
Marechal Antônio Enéas Gustavo Galvão, Barão de Rio Apa.

Filho de José Antônio da Fonseca Galvão e Mariana Clementina de Vasconcelos Galvão, irmão de Rufino Eneias Gustavo Galvão, barão de Maracaju, e do desembargador Manuel do Nascimento da Fonseca Galvão.
Como Tenente-coronel, reprimiu a Revolta do Vintém, no Rio de Janeiro, tendo sido ferido e ordenado que sua tropa abrisse fogo contra os manifestantes, ferindo de dez a quinze pessoas e ocasionando a morte de pelo menos três. Este fato levou à queda do ministério.
Participou da Retirada da Laguna, durante a Guerra do Paraguai, enquanto comandava o 17.º Batalhão de Voluntários da Pátria.
Exerceu o cargo de Comandante Superior da Guarda Nacional.
Foi Ministro da Guerra de 13 de abril de 1893 a 31 de janeiro de 1894, durante o governo Floriano Peixoto.
Foi, ainda, ministro do Superior Tribunal Militar, de 23 de abril de 1892 até seu falecimento em 25 de março de 1895.
Agraciado cavaleiro da Imperial Ordem de São Bento de Avis, oficial da Imperial Ordem da Rosa, cavaleiro da Imperial Ordem do Cruzeiro.

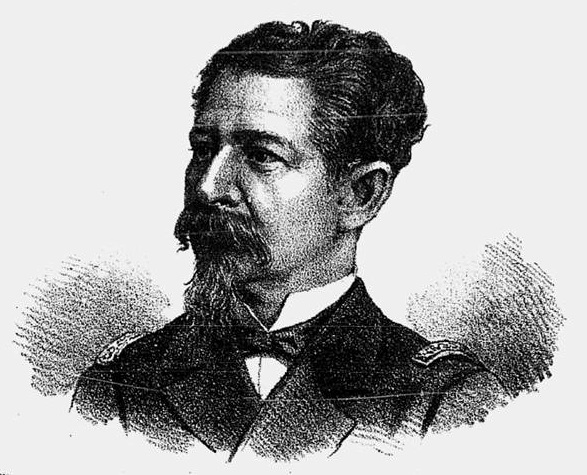
Marechal Antônio Enéas Gustavo Galvão